# Sound and Fury
Sound and Fury è un documentario del 2000 diretto da Josh Aronson candidato al premio Oscar al miglior documentario.